# Uchanie
Uchanie is een dorp in het Poolse woiwodschap Lublin, in het district Hrubieszowski. De plaats maakt deel uit van de gemeente Uchanie.

## Verkeer en vervoer
- Station Uchanie